# 海恩斯章克申冰河
海恩斯章克申冰河（英語：Kaskawulsh Glacier）是加拿大一條寬闊的溫帶山谷冰河，位於育空地區克魯恩國家公園及保留地的聖埃利亞斯山脈。

## 地理
海恩斯章克申冰河的海拔約在6,000—9,000英尺（1,800—2,700）之間，覆蓋周圍超過15,000平方英里（39,000平方）的地貌。冰河終點為史林姆斯河和海恩斯章克申河（ Kaskawulsh River）河谷的源頭，兩條河分別注入育空河（透過克盧恩湖）和阿薩克河系。海恩斯章克申冰河由兩條出口冰河（outlet glacier）－北帶（North Arm）和中央帶（Central Arm）交匯而成，冰河最寬處有3—4英里（4.8—6.4）。

## 融水

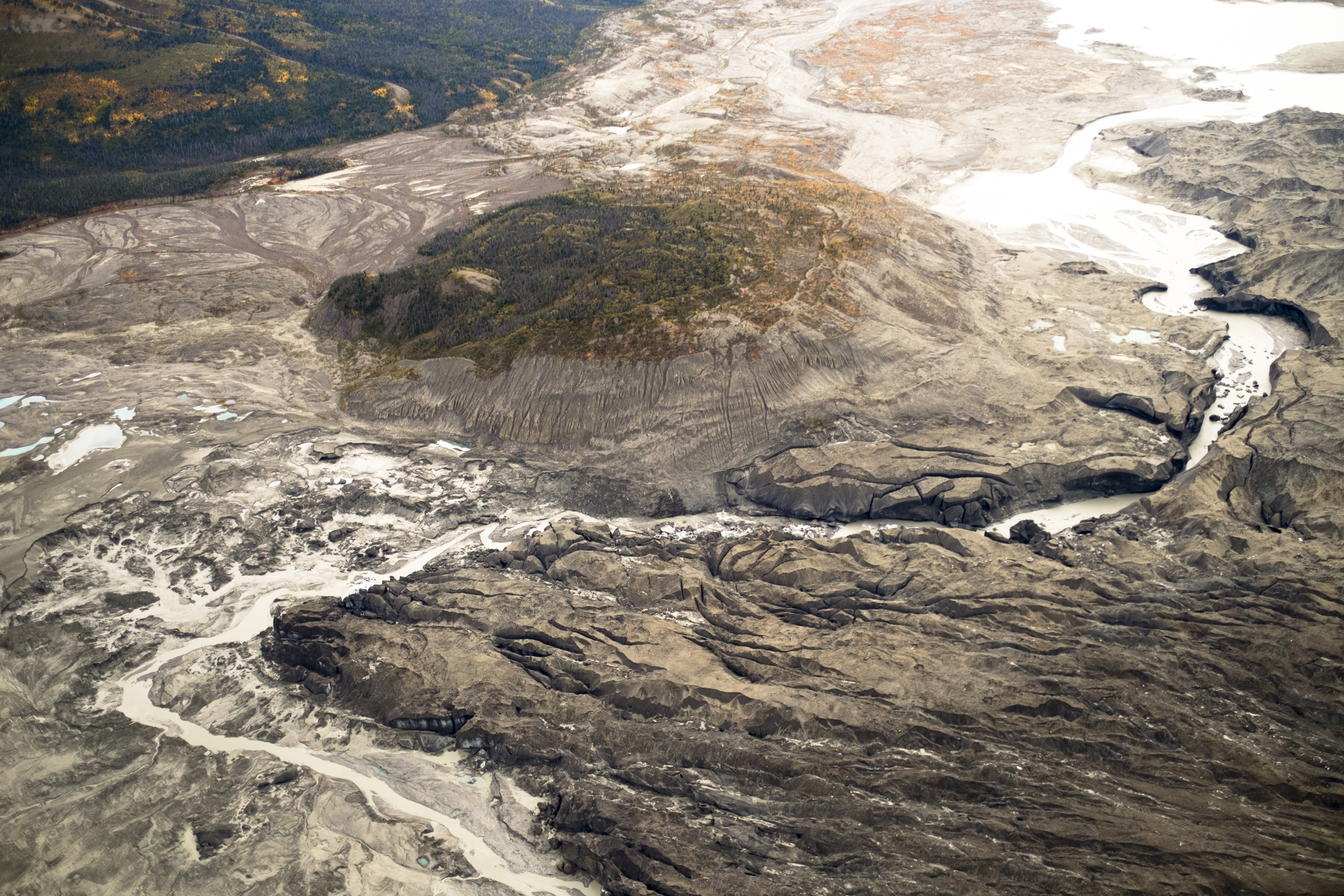
冰河融水向右改道流向海恩斯章克申河，取代左方的史林姆斯河

2016年以前，來自海恩斯章克申冰河的大量融水由冰壩引導經由史林姆斯河，向北流向克盧恩湖，最終注入白令海。2016年春季，氣候變遷造成海恩斯章克申冰河消退幅度增大，主要的融水在短時間內向東轉入海恩斯章克申河，之後向南流入阿薩克河，最終進入阿拉斯加灣。融水經由新侵蝕出的小水道（峽谷）流向阿薩克河的支流海恩斯章克申河，導致原先流經的史林姆斯河水量在同年5月26日至29日間因襲奪改道而急遽下降，成為細流，注入克盧恩湖的河水因而減少，湖水位持續下降，研究人員預計其最終將成為與其他和河流隔絕的孤立湖泊。

## 旅遊
遊客可沿史林姆斯河西徑向南徒步19.9英里（32.0）觀看海恩斯章克申冰河，終點停留於冰河終點附近的山頂。

## 圖庫

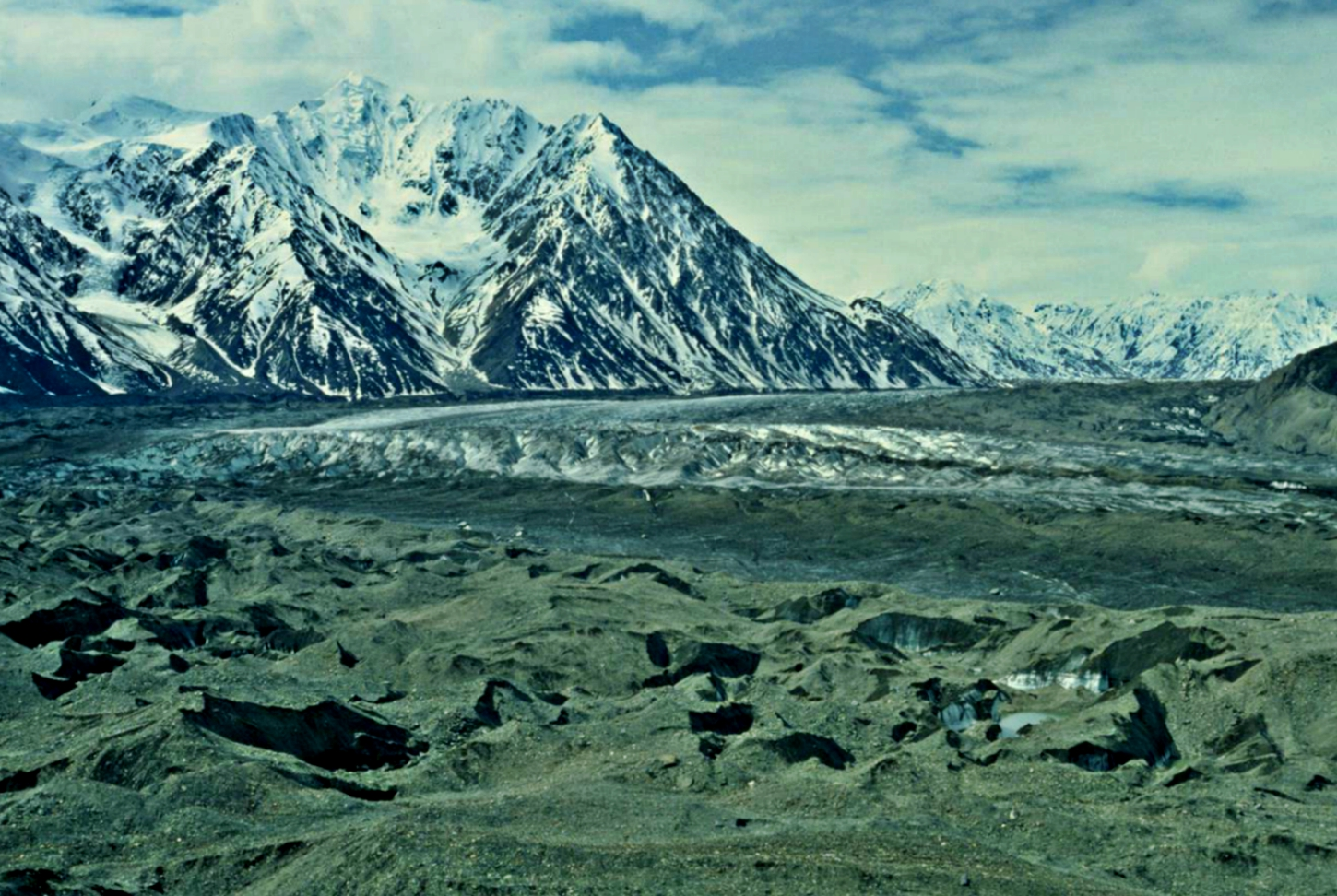
海恩斯章克申冰河終點（英语：Glacier terminus）
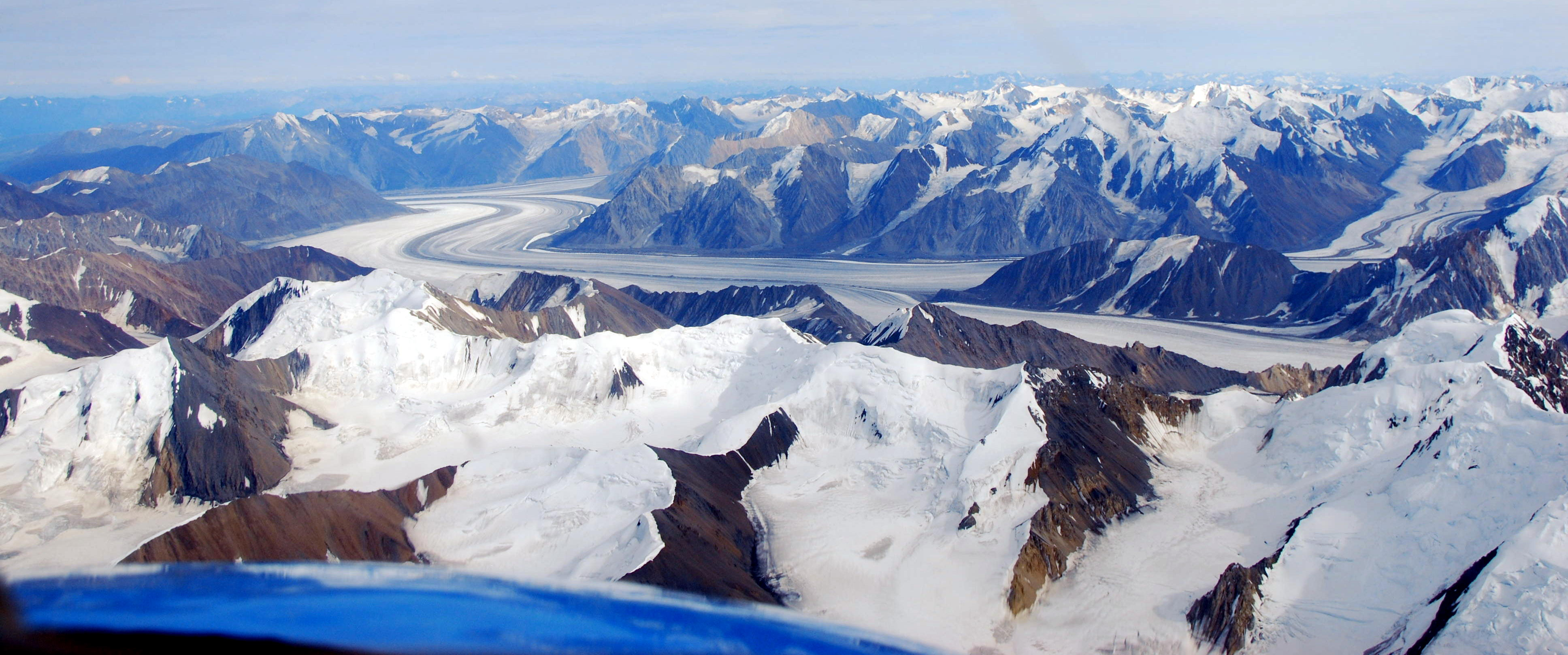
自韋普雷希特山（Mount Weyprecht）望向冰河（攝於2013年8月）
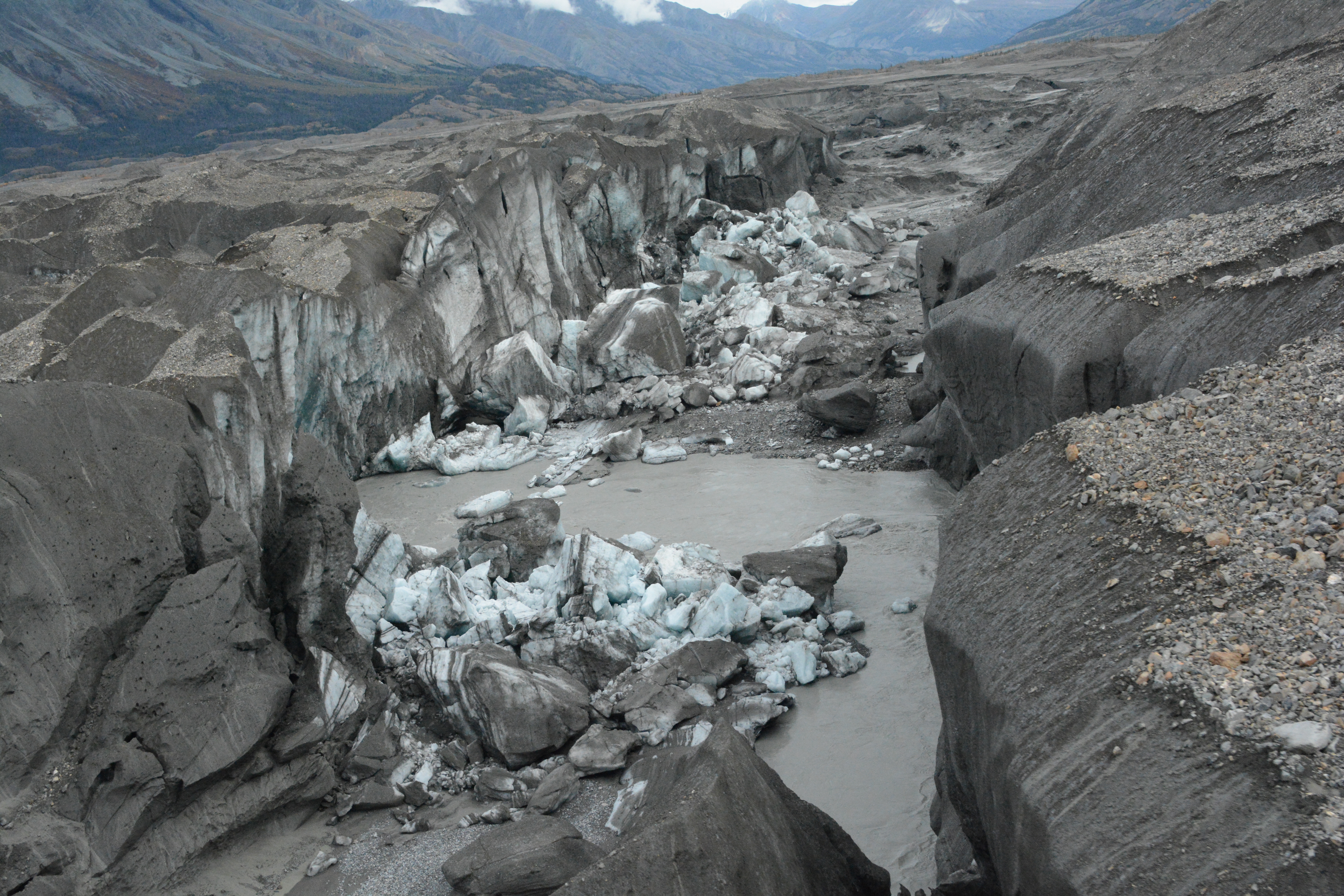
冰河終點附近於2016年春季新侵蝕出的峽谷，將融水輸向阿拉斯加灣